# Ein Shams
Ein Shams (El ojo del Sol), es una película de ficción del género dramático dirigida por Ibrahim El-Batout sobre su propio guion escrito en colaboración con Tamer El Said, coproducción de Egipto y Marruecos que se estrenó en 2007.

## Producción
Desde 1987 El-Batout ha sido camarógrafo, productor y director en filmes documentales, algunos de ellos para cadenas internacionales de televisión como  ZDF, TBS y ARTE. 
Como corresponsal de guerra filmó para la televisión en una veintena de países en ocasión de 12 conflictos bélicos. Luego de ello quedó exhausto y se dio cuenta de que estaba equivocado y que, contrariamente a lo que había creído, los documentales no cambiaban nada. Pasó entonces por una etapa en la que se dedicó a la carpintería para volver después al cine pero dedicado a la ficción. Entonces hizo Ithaki (2005) y pudo ver que manejando su propia cámara podía hacer cine con un presupuesto casi inexistente y, además, como Egipto estaba bajo un gobierno extraordinariamente opresivo, era la única forma de escapar a su control y mostrar la realidad. Por eso trabajó sin guion, no presentó ninguno para ser revisado ni pedía autorización para filmar.
En septiembre de 2005, ya finalizado Ithaki, El-Batout estaba involucrado en un proyecto de enseñanza para niños que vivían en el Alto Egipto usando como herramientas la filmación y el teatro. El maestro y director Mohamed Adel Fatah que también participaba del proyecto le sugirió a El-Batout que ubicara su siguiente filme en el vecindario de Ein Shams, un lugar que desde tiempo atrás había atrapado y fascinado al director cinematográfico, que aceptó la idea y escribió una historia apropiada para el lugar. A la película incorporó trozos sobrantes de filmaciones que había hecho en su último viaje a Irak y de este modo cerraba el ciclo de documentalista que había iniciado casi 20 años antes justamente en ese vecindario.
Ein Shams fue hecha por estudiantes de cine de Alejandría trabajando bajo la conducción de El-Batout y su filmación costó seis mil dólares; después el director obtuvo otros cien mil dólares para terminarla y llevarla al Festival de Doha; allí obtuvo el primer premio y le garantizaron otros cien mil dólares que le permitieron. por fin, pagar a los actores y técnicos.

## Sinopsis
Ein Shams es un suburbio de El Cairo, que en árabe significa Ojo del Sol, refiriéndose a que está construido en la parte más elevada de la antigua ciudad de Heliopolis, que fue la capital en el Antiguo Egipto y un lugar sagrado marcado por la mención en los textos bíblicos de la visita de la Virgen María y Jesús y contiene muchos lugares históricos. Desde entonces había declinado hasta convertirse en un barrio desfavorecido y casi abandonado.
A través de los ojos de Shams, una niña de 11 años el filme captura la magia y la tristeza de la vida cotidiana de Egipto en una serie de eventos del corazón los personajes muestran la trama intrincada de la vida política y la estructura social. Da un atisbo de las aflicciones del Medio Oriente y de las complejas relaciones entre sus países.

## Reparto
- Hanan Youssef
- Boutros Boutros-Ghali
- Ramadan Khater
- Hanan Adel
- Samar Abdelwahab
- Mariam Abodouma
- Mariam Saleh Saad
- Tamer El Said	...Narrador

## Premios
- 2008 Premio Toro de Oro eb el Festival de Cine de Taormina por Ein Shams
- 2008 Premio a la mejor película de un director debutante, en el Festival Internacional de Cine Árabe de Róterdam por Ein Shams
- 2008 Mención especial del jurado en el Festival Internacional de Cine de Cartago por Ein Shams ( Eye of the Sun )